# Estandarte Negro

A "bandeira negra da Jihad" é usada desde o final da década de 1990 por várias organizações islâmicas e consiste em uma chahada preta e branca.

Chahada acima de uma versão do Selo de Maomé. Esta bandeira é usada pelo al-Shabaab, também pelo Boko Haram e pelo Estado Islâmico do Iraque e do Levante desde 2006.

O Estandarte Negro (راية السوداء rāyat al-sawdā' , também conhecido como راية العقاب rāyat al-`uqāb, "bandeira da águia", ou simplesmente الراية al-rāya, "a bandeira") é uma das bandeiras hasteadas pelo profeta Maomé no hádice, um símbolo escatológico do Xiismo (anunciando o advento do Mádi) e um símbolo usado no Islão e no Jihadismo.
Essa bandeira preta letrada em branco é a principal bandeira do Jihadismo, conhecida popularmente como "A bandeira da Jihad" ela é chamada de Ar-Rayah (الراية al-rāya - al-rayah) e é a bandeira jihad mais usada por grupos fundamentalistas islâmicos que agem no Oriente Médio. Ela contém referencias a Shahadah. Na bandeira está escrito os dizeres islâmicos que não há deus sem Alá e Maomé é seu profeta (em árabe: لا إله إلا الله محمد رسول الله  transl.: lā ilāha illā Allah muhammadun rasūlu-llāh - português: “Não há deus a não ser Deus, Maomé é o mensageiro de Deus”)
A bandeira branca é frequentemente associada a Al-Rayah pois ambas surgiram e ainda são usadas em conjunção, porém ela não faz parte da Estandarte Negra e é comumente chamada de Estandarte Branca. Sua cor é branca e ela é letrada em preto. Com a denominação Al-Liwa, ela é associada ao Khilafah.
Apesar de terem significados islâmicos diferentes, é comum ver as duas juntas, e esse ato simboliza um Califado e a expansão do Islamismo com o uso da força.